# Obiter dictum
Obiter dictum (generalmente utilizado en su forma  plural, obiter dicta) es una expresión en latín que literalmente en español significa 'dicho de paso'. Hace referencia a aquellos argumentos expuestos en la parte considerativa de una sentencia o resolución judicial que corroboran la decisión principal, pero que carecen de poder vinculante, pues su naturaleza es meramente complementaria.
Es el propio juez el que opina acerca de un tema en concreto, y es esta opinión la que más tarde se puede tomar como válida para el uso en un proceso judicial, pero nunca tendrá valor de ley.